# Федовское сельское поселение
Федовское сельское поселение или муниципальное образование «Федовское» — упразднённое муниципальное образование со статусом сельского поселения в Плесецком муниципальном районе Архангельской области. 
Соответствовало административно-территориальной единице в Плесецком районе — Федовскому сельсовету.
Административный центр — село Федово.
Законом Архангельской области от 26 апреля 2021 года № 412-25-ОЗ с 1 июня 2021 года упразднено в связи с преобразованием Плесецкого муниципального района в муниципальный округ.

## География
Федовское сельское поселение находится в южной части Плесецкого района Архангельской области. На территории поселения выделяются реки Моша и Онега.

## История
Муниципальное образование было образовано в 2006 году.
Декретом ВЦИК от 18 сентября 1922 года Олонецкая губерния была упразднена и разделена. Боярская, Бережно-Дубровская, Красновская, Почезерская, Карякинская и Захаровская волости Пудожского уезда перешли в состав Каргопольского уезда Вологодской губернии.
В 1963 году населённые пункты Федовского и Красновского сельсоветов Приозёрного района были переданы в состав Плесецкого сельского района, в 1965 году — в состав Плесецкого района.

## Население
| 2005 | 2010  | 2011  | 2012  | 2013  | 2014 | 2015 |
| ---- | ----- | ----- | ----- | ----- | ---- | ---- |
| 676  | ↗1193 | ↗1204 | ↘1069 | ↘1014 | ↘937 | ↘855 |
| 2016 | 2017  | 2018  | 2019  | 2020  | 2021 |      |
| ↘773 | ↘729  | ↘713  | ↘661  | ↘598  | ↘579 |      |

## Экономика
На территории поселения действует Липаковская узкоколейная железная дорога, соединяющая населённые пункты Липаково, Лужма и Сеза.

## Состав поселения
В состав сельского поселения входят населённые пункты:
- Алфёрово
- Антроповская
- Богданово
- Бодухино
- Боярская
- Бураково
- Васильевская
- Горка
- Грязная
- Губино
- Закумихинская
- Зашондомье
- Зиново
- Зубово
- Иевлево
- Ириньино
- Корзово
- Коротаево
- Кузнецово
- Ленино
- Липаково
- Лужма
- Мануиловская
- Михалёво
- Мозолово
- Монастырская
- Ожбалово
- Погост
- Порозово
- Прохново
- Рублёво
- Сандрово
- Сеза
- Семёново
- Тарасово
- Федово (Усть-Моша)
- Харлово
- Черноково

### Карты
- [mapp37.narod.ru/map1/index055.html Топографическая карта P-37-55,56. Оксовский] (недоступная ссылка)